# El Hadji Diouf
El-Hadji Ousseynou Diouf (sinh ngày 15 tháng 1 năm 1981) là cựu cầu thủ bóng đá người Sénégal. Anh là một trong những cầu thủ xuất sắc nhất của đội tuyển Sénégal, anh thường chơi ở vị trí tiền đạo cắm, hoặc tiền đạo cánh.

## Sự nghiệp câu lạc bộ

### Ban đầu
Diouf bắt đầu sự nghiệp của mình tại Sochaux-Montbéliard, lần đầu anh ra sân là trong trận thắng Bastia ngày 12 tháng 11 năm 1998. Mùa bóng 1999-00 anh chuyển tới Stade Rennais. Mùa bóng tiếp đó anh chuyển sang chơi cho RC Lens trước khi chuyển sang chơi cho Liverpool ở Ngoại hạng Anh vào năm 2002.

### Liverpool
Liverpool đã mua anh về với giá 10 triệu bảng sau khi anh thể hiện rất ấn tượng ở World Cup 2002. Anh đã cùng Liverpool giành cúp liên đoàn năm 2003 sau khi đánh bại Manchester 2-0. Anh chơi cho Liverpool 58 trận và ghi được 3 bàn.

### Bolton
Bolton Wanderers mua anh về hồi đầu mùa bóng 2005-06. Ngày 15 tháng 9 năm 2005 anh ghi bàn thắng đầu tiên cho Bolton trong trân gặp Lokomotiv Plovdiv ở Cúp UEFA trên sân nhà Reebok, Bolton sau đó giành chiến thắng 2-1. Diouf rất thành công trong màu áo của Bolton và trở thành một trong những cầu thủ được yêu thích nhất của đội bóng. Diouf ghi bàn thắng cuối cùng cho Bolton trong trận đấu với Sunderland ngày 3 tháng 5 năm 2008.

### Sunderland
Diouf ký hợp đồng với Sunderland vào ngày 28 tháng 7 năm 2008 sau khi Sunderland đạt được thoả thuận chuyển nhượng với Bolton Wanderers với mức phí 2,6 triêu bảng Anh. Anh ra sân 14 lần và không ghi được bàn thắng nào.

### Blackburn Rovers
Blackburn Rovers mua lại Diouf với hợp đồng 3 năm rưỡi và phí chuyển nhượng không tiết lộ vào ngày 30 tháng 1 năm 2009; chỉ sáu tháng sau khi anh gia nhập Sunderland. Anh ghi bàn thắng đầu tiên cho Blackburn Rovers trong chiến thắng 2-1 ở trận đấu gặp Fulham trên sân Craven Cottage vào ngày 11 tháng 3 năm 2009. Trong thị trường chuyển nhượng mùa hè, huấn luyện viên trưởng Sam Allardyce tiết lộ đạt được thoả thuận chuyển nhượng Diouf với mức giá chỉ 1 triệu bảng Anh. Diouf chơi 27 trận và ghi được 3 bàn thắng cho Blackburn Rovers.

### Rangers
Ngày cuối cùng trong kỳ chuyển nhượng đầu năm 2011, Diouf chuyển sang thi đấu cho nhà đương kim vô địch Giải bóng đá ngoại hạng Scotland Rangers theo bản hợp đồng cho mượn đến hết mùa bóng 2010-2011. Anh có trận đấu ra mắt vào ngày 2 tháng 2 từ ghế dự bị trong trận thắng 1-0 trước Hearts trên sân nhà Ibrox.

## Sự nghiệp đội tuyển
Anh bắt đầu chơi cho đội tuyển quốc gia vào tháng 4 năm 2000, đến nay anh đã chơi cho đội tuyển 41 trận và ghi được 16 bàn. Anh cùng đội tuyển Sénégal tham dự World Cup 2002, tại giải đó đội bóng của anh đã xuất sắc lọt vào vòng 2 nhưng lại bị đánh bại bởi Thổ Nhĩ Kỳ. Ở vòng bảng Senegal đã thắng được đương kim vô địch Pháp và loại đội Thụy Điển ở vòng 1/8.
Anh cũng tham gia CAN 2002 và đoạt giải nhì. Cũng trong năm này anh giành được giải thưởng cầu thủ hay nhất châu Phi.
Năm 2004 anh được bầu vào danh sách FIFA 100.